# 龙芯3号系列
龙芯3号系列处理器片内集成多个64位处理器核以及必要的存储和I/O接口，面向高端嵌入式计算机、桌面、服务器等应用。目前，除了龙芯3B1000和3B1500处理器为8核，其他的龙芯3号处理器均为4核。龙芯3C5000处理器会将处理器核数提高到16。龙芯3号处理器的微结构分为GS464、GS464E、GS464v以及GS464V（GS464EV）。龙芯3号系列处理器使用了基于层次化目录的缓存一致性协议，可以在相对较低的功耗下达到较高的峰值性能。

## 芯片

### 龙芯3A1000
龙芯3A1000是中华人民共和国首个四核CPU芯片，主频800MHz-1GHz。实现了x86二进制翻译加速指令。直到现在龙芯3A1000还在工控领域中被运用。

### 龙芯3B1000
龙芯3B1000由核高基项目课题“高性能多核CPU研发与应用”支持，其向量微架构GS464v将GS464的的浮点部件和浮点寄存器堆替换为2个256位的向量处理部件和1个128x256位的向量寄存器堆，使龙芯3B1000在1GHz下的峰值双精度浮点计算能力达到128GFlops。在龙芯3B1000处理器中，实现了300多条专用的向量处理指令。芯片面积300mm²，晶体管数目接近6亿。

### 龙芯3B1500

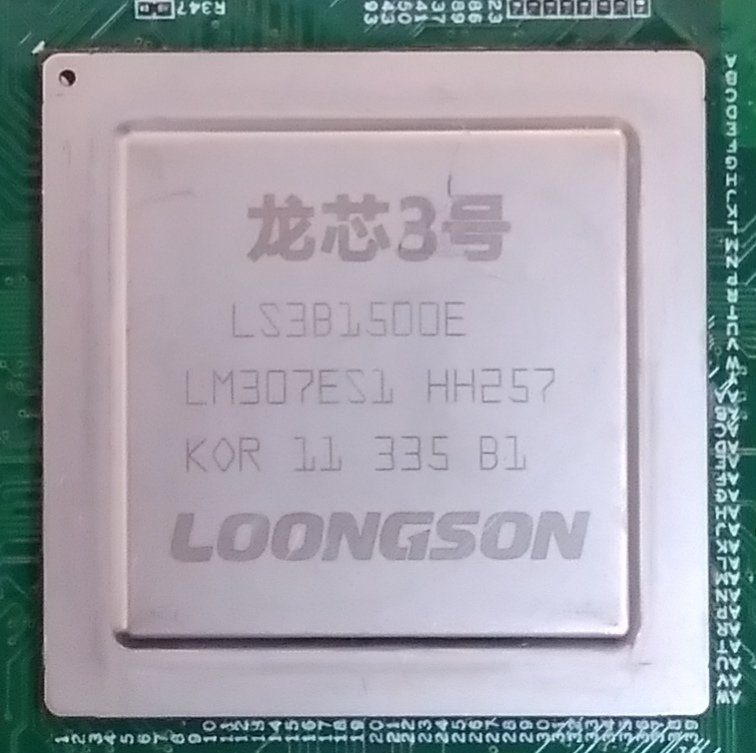
龙芯3B1500E处理器正面照

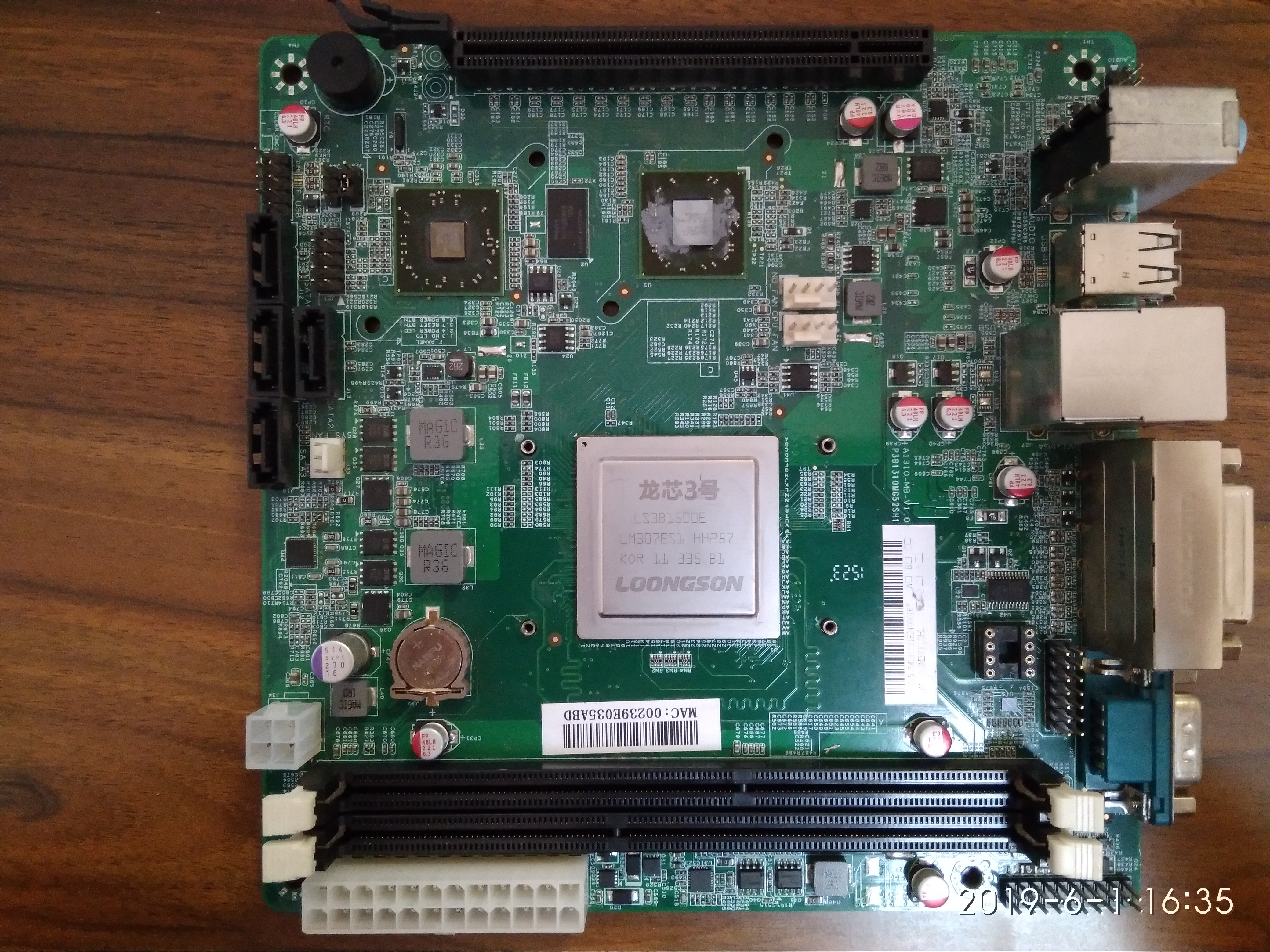
龙梦A1310主板(集成龙芯3B1500E处理器)

龙芯原本计划推出一款16核的龙芯3C处理器，后来由于战略调整而取消，缩水成8核的龙芯3B1500。龙芯3B1500集成了8个四发射乱序执行的64位GS464v处理器核，9级流水线，单芯片双精度浮点计算能力达到192GFlops。龙芯3B1500在2012年1月中旬完成设计并交付流片。后工艺从32nm迁移到28nm，于2013年4月底流片，后因流片不成功恢复到32nm工艺流片，再次改版，于2015年1月底流片。

### 龙芯3A1500
龙芯3A1500是龙芯3A2000的陶封版本，是工业级芯片，采用中芯国际40纳米LL技术流片。

### 龙芯3A/B2000
龙芯3A2000于2014年11月初交付流片，2015年8月18日正式发布。因采用GS464E微架构 单核通用处理性能相对于3A1000提高了3倍。
龙芯3B2000是龙芯3A2000的多路互联版，主要应用于双路8核以及四路16核服务器。

### 龙芯3A/B3000
龙芯3A3000采用GS464E自主微结构设计，主频可达1.5GHz。

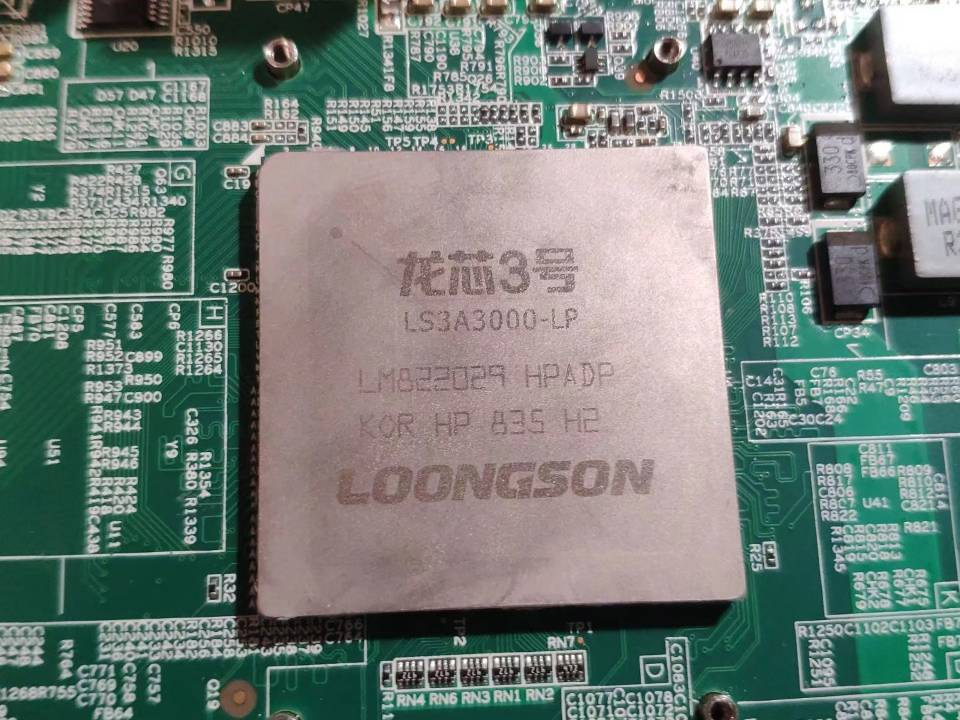
龙芯3A3000处理器正面照

和龙芯3A2000相比，除了流片工艺从中芯国际的40纳米提升到意法半导体的28纳米CMOS工艺，处理器的三级cache也从4MB提高到8MB。峰值浮点性能24GFlops。集成72位DDR2/3-1600*2，支持 ECC,综合通用性能和Intel Celeron J1900相当。龙芯中科总裁胡伟武表示，“3A3000的通用处理性能已经跨过了国际通用处理器性能的第一个门槛，其单核SPEC CPU2006性能已经不低于ARM用于服务器的高端处理器、Intel的低端系列（凌动系列）处理器以及威盛处理器，而且3A3000的访存带宽已经与AMD以及Intel的高端系列（酷睿系列）持平。这样的性能对于以党政办公为代表的事务处理应用已经足够。”

### 龙芯3A/B4000
龙芯3A/B4000在2019年12月24日发布，综合性能是上一代3A3000的两倍。龙芯3A/B4000采用新一代GS464V微架构，集成两个64位DDR4-2400MHz控制器，支持ECC，支持安全可信设备。

### 龙芯3A/B5000
龙芯下一代高性能芯片3A5000，已在2019年年底流片。龙芯3A5000采用3A4000的处理器微结构GS464V，采用12nm工艺流片，主频提升到2.5GHz。
2021年7月23日，官宣发布，采用LoongArch自主指令系统，4核心，主频为2.3GHz-2.5GHz，使用12nm流片。内部集成2个64位DDR4-3200控制器（支持ECC校验）。据称，在GCC编译环境下运行SPEC CPU 2006的定点、浮点单核Base分值均达到26分以上，四核分值达到80分以上。基于国产操作系统的Unixbench单线程分值达1700分以上，四线程分值达到4200分以上（官方未说明频率）。在保持与上一代引脚兼容的基础上，性能提升50%以上，功耗降低30%以上（官方并未说明具体功耗）。

### 龙芯3C5000
龙芯3C5000发布于2022年6月6日，是龙芯中科面向服务器领域的16核通用处理器。龙芯3C5000采用了龙芯自主研发的LoongArch指令架构，其单芯片unixbench分值达9,500以上，双精度计算能力达560GFlops，峰值性能与典型ARM 64核处理器的峰值性能相当。

### 龙芯3A6000
龙芯3A6000是龙芯第四代微架构的首款处理器。该芯片由龙芯中科于2023年8月流片成功，同年11月28日在北京发布。龙芯3A6000为四核八线程2.5GHz CPU，主频为2.0GHz-2.5GHz，根据中国电子技术标准化研究院赛西实验室测试结果，龙芯3A6000四核处理器在2.5GHz运行频率下，SPEC CPU 2006 base单线程定/浮点分值分别达到43.1/54.6分，SPEC CPU 2006 base多线程定/浮点分值分别达到155/140分，双DDR4-3200内存通道Stream实测带宽超过42GB/s，Unixbench实测分值超7,400分。龙芯中科综合相关测试结果，龙芯3A6000处理器总体性能与英特尔于2020年上市的第10代酷睿四核处理器相当，据中国央视新闻报道，该CPU性能达到国际主流产品水平。
| 模式                           | base分值 |
| ------------------------------ | -------- |
| SPECint_base2006               | 43.1     |
| SPECfp_base2006                | 54.6     |
| SPECint_rate_base2006(8copies) | 155      |
| SPECfp_rate_base2006(8copies)  | 140      |

| 模式  | 单线程带宽 | 双线程带宽 | 四线程带宽 | 八线程带宽 |
| ----- | ---------- | ---------- | ---------- | ---------- |
| Cpoy  | 32210.8    | 38858.6    | 42467.9    | 36450.4    |
| Scale | 19788.4    | 41964.0    | 42199.5    | 35999.7    |
| Add   | 32921.8    | 42807.2    | 42151.6    | 34493.8    |
| Triad | 33028.5    | 42683.8    | 42020.5    | 34451.9    |

| 模式              | 分值   |
| ----------------- | ------ |
| 1 parallel copy   | 2284.5 |
| 8 parallel copies | 7438.4 |